# Adolphe Monod
Adolphe Louis Frédéric Théodore Monod (* 21. Januar 1802 in Kopenhagen; † 6. April 1856 in Paris) war ein dänischer, später französischer reformierter Theologe und Erweckungsprediger.

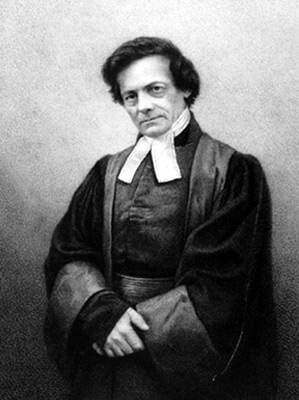
Adolphe Monod

## Leben und Wirken
Monod war der Sohn des aus der französischsprachigen Schweiz stammenden reformierten Pastors und Schriftstellers Jean Monod, zu dieser Zeit Pfarrer der französisch-reformierten Kirche in Kopenhagen, und dessen Ehefrau Louise Philippine de Koninck. Er hatte sieben Brüder, darunter die Theologen Frédéric Monod (1794–1863) und Guillaume Monod (1800–1896) sowie den Chirurgen Gustave Monod (1803–1890). Seine Schwester Marie (1809–1886) heiratete Charles-Louis Stapfer. Seine Neffen waren Edmond und Paul, auf den er als Jugendlicher großen Einfluss hatte.
Mit sechs Jahren kam Monod zusammen mit seiner Familie nach Paris, da sein Vater als Pastor in die dortige reformierte Gemeinde berufen worden war. Monod, der erst mit 25 Jahren französischer Staatsbürger wurde, wuchs in Paris auf und studierte von 1820 bis 1824 zusammen mit seinem älteren Bruder Guillaume an der Universität Genf Theologie. Bereits während seines Studiums machte er die Bekanntschaft des Réveil und einiger ihrer bedeutenderen Vertreter, wie Thomas Erskine, Louis Gaussen und Charles Scholl. Durch Erskine wurde Monod stark beeinflusst, hielt sich aber im Gegensatz zu seinem älteren Bruder Frédéric in Distanz zur Genfer Freikirche.
Die Reformierte Kirche schickte ihn 1826 nach Italien, wo er noch im selben Jahr in Neapel eine evangelische Gemeinde gründete und diese zwei Jahre lang leitete. 1828 betraute man Monod mit dem Amt des Pastors der reformierten Gemeinde von Lyon. Als solcher heiratete er noch im selben Jahr die Schottin Hannah Honyman (1799–1868), die er durch Erskine kennengelernt hatte. Zusammen mit seiner Ehefrau hatte Monod sieben Kinder, darunter die Philanthropin und Feministin Sarah Monod (1836–1912).
In Lyon kam es mit der Zeit zu erheblichen Schwierigkeiten, da sich Monod immer öfter als „Hardliner“ zeigte. 1832 weigerte er sich, das Abendmahl mit allen anwesenden Personen zu feiern, und begründete dies in seiner Predigt Qui doit communier? Er wollte dies nur mit erweckten Christen tun. Wenige Wochen später wurde er vom Kirchenvorstand dafür seines Amtes enthoben. In Absprache mit gleichgesinnten Freunden gründete Monod zusammen mit diesen (als Reaktion auf seine Suspendierung) eine eigene Freikirche, die Église evangélique de Lyon. Der deutsche Kaufmann Hermann Heinrich Grafe, ein Freund Monods, gründete 1854 nach diesem Beispiel in Elberfeld (heute Wuppertal) die erste Freie evangelische Gemeinde Deutschlands.
Monod stellte trotz der eigenen Kirchengründung das Konzept der einen reformierten Nationalkirche nie in Frage. Seine Grundidee war, die Gemeinde von der Basis her zu erneuern und sie dadurch im eigentlichen Sinn des Wortes als „reformierte“ Kirche zu gestalten. Im Gegensatz zu einigen seiner Kollegen, wie François Olivier oder Auguste Rochat, lehnte Monod die Bewegung der Dissidenten ab. 1836 schloss er sich der Reformierten Kirche in Frankreich wieder an, als diese ihn mit einer Professur an der Theologischen Fakultät in Montauban betraute. Hier wirkte er über zehn Jahre lang, zuerst als Professor für Ethik und Beredsamkeit, dann für Altes Testament und schließlich für Neues Testament. Im Herbst 1847 übernahm er eine Pfarrstelle an der reformierten Kirche Oratoire du Louvre in Paris, zuerst als Suffragan, ab 1849 als pasteur titulaire. Mit seinem Bruder Frédéric Monod, der ebenfalls in dieser Zeit in Paris wirkte, hatte er einige theologische wie politische Diskussionen durchzustehen. Während Adolphe als Vizepräsident der Nationalsynode für den Erhalt der Einheit der Reformierten eintrat, gründete Frédéric 1849 zusammen mit Agénor Étienne de Gasparin die Union des Églises libres évangéliques de France und war Redakteur der Archives du Christianisme au XIXe siècle.

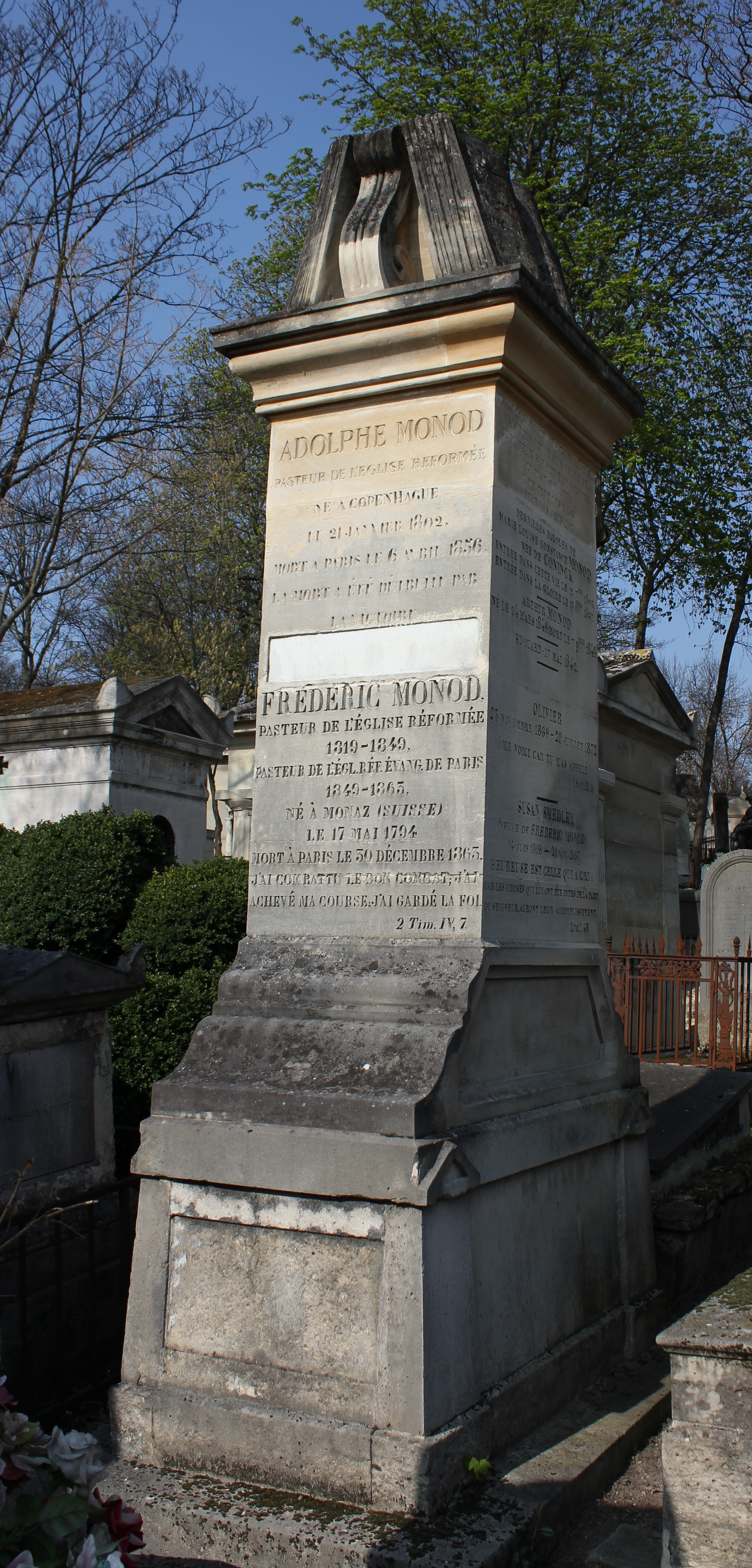
Grabstätte von Adolphe und Frédéric Monod

Adolphe Monod nahm 1846 an der Gründungsversammlung der Evangelischen Allianz in London teil. Von der Beredsamkeit Monods zeugen nicht nur Berichte seiner Zeitgenossen, sondern auch seine Schriften. Selbst als er 1854 schwer erkrankte, predigte er bettlägerig bis an sein Lebensende. Im Alter von 54 Jahren starb Adolphe Monod in Paris an Leberkrebs. Er wurde auf dem Friedhof Père-Lachaise (Division 36) bestattet.

## Schriften (Auswahl)
- La Femme. Deux discours. M. Ducloux, Paris 1848.
  - Weibliches Leben. Zwei Vorträge. Agentur des Rauhen Hauses, Hamburg 1850; 3. verm. Auflage Meyer, Hannover 1858.
- Saint Paul. Cinq discours. M. Ducloux, Paris 1851 (und weitere Ausgaben).
  - Der Apostel Paulus. Fünf Reden. Frankfurt a. M. 1854 (Neuauflage Kaiserslautern 1935).
- Les Adieux d’Adolphe Monod à ses amis et à l’Église. Meyrueis, Paris 1856 (und etliche weitere Auflagen und Ausgaben).
  - Abschiedsworte an seine Freunde und die Kirche. Buchhandlung des Nassauischen Colportagevereins, Herborn 1898 (und weitere Ausgaben).
- Adolf Monod’s ausgewählte Schriften. Band 1–8. Velhagen und Klasing, Bielefeld 1860–1862; 3. Auflage 1895.